# Андон Божков (Велес)
 Тази статия е за поройския войвода на ВМОРО.  За дупнишкия деец на ВМОРО вижте Андон Божков (Дупница).  
Андон (Доне) Божков или Бошков е български революционер, деец на Вътрешната македоно-одринска революционна организация.

## Биография
Божков е роден в 1878 година в град Велес, който тогава е в Османската империя. Влиза във ВМОРО. През 1902 година е изпратен от Гоце Делчев с чета в Поройско. Убит е същата година в сражение с турска войска. Наследен е от Стоян Филипов.